# David Beckmann
David Beckmann (ur. 27 kwietnia 2000 w Iserlohn) – niemiecki kierowca wyścigowy. W 2022 roku kierowca rezerwowy zespołu Avalanche Andretti w Formule E.

## Życiorys
Po startach w kartingu, Beckmann rozpoczął międzynarodową karierę w jednomiejscowych samochodach wyścigowych w 2015 roku od startów w Niemieckiej Formule 4 oraz we  Włoskiej Formule 4. W edycji niemieckiej był piąty, a we  włoskiej – czwarty.
W 2016 roku Niemiec podpisał kontrakt z niemiecką ekipą Mücke Motorsport na starty w Europejskiej Formule 3. Wystartował w 24 wyścigach, spośród których dwukrotnie stawał na podium. Z dorobkiem 67 punktów został sklasyfikowany na piętnastej pozycji w klasyfikacji końcowej kierowców.

## Wyniki

### Podsumowanie
| Sezon | Seria                | Zespół                      | Starty | P1 | PP | NO | Podia | Punkty | Pozycja |
| ----- | -------------------- | --------------------------- | ------ | -- | -- | -- | ----- | ------ | ------- |
| 2015  | Niemiecka Formuła 4  | ADAC Berlin-Brandenburg eV  | 20     | 1  | 0  | 1  | 4     | 166    | 5       |
| 2015  | Włoska Formuła 4     | kfzteile24 Mücke Motorsport | 18     | 3  | 1  | 4  | 7     | 176    | 4       |
| 2016  | Europejska Formuła 3 | kfzteile24 Mücke Motorsport | 24     | 0  | 0  | 1  | 2     | 67     | 15      |
| 2016  | Masters of Formula 3 | kfzteile24 Mücke Motorsport | 2      | 0  | 0  | 0  | 0     | n.d.   | 10      |
| 2016  | Grand Prix Makau     | kfzteile24 Mücke Motorsport | 2      | 0  | 0  | 0  | 0     | n.d.   | 19      |
| 2017  | Europejska Formuła 3 | Van Amersfoort Racing       | 9      | 0  | 0  | 0  | 0     | 45     | 16      |
| 2017  | Europejska Formuła 3 | Motopark                    | 21     | 0  | 0  | 0  | 0     | 45     | 16      |
| 2018  | Seria GP3            | Jenzer Motorsport           | 8      | 0  | 0  | 0  | 0     | 137    | 5       |
| 2018  | Seria GP3            | Trident                     | 10     | 3  | 2  | 2  | 4     | 137    | 5       |
| 2019  | Formuła 3            | ART Grand Prix              | 14     | 0  | 0  | 0  | 0     | 20     | 14      |
| 2019  | Grand Prix Makau     | Trident                     | 1      | 0  | 0  | 0  | 0     | n.d.   | 9       |
| 2020  | Formuła 3            | Trident                     | 18     | 2  | 0  | 0  | 5     | 139,5  | 6       |
| 2021  | Formuła 2            | Charouz Racing System       | 12     | 0  | 0  | 0  | 2     | 32     | 15      |
| 2021  | Formuła 2            | Campos Racing               | 5      | 0  | 0  | 0  | 0     | 32     | 15      |

### Europejska Formuła 3
| Legenda oznaczeń w tabelach wyników Wyświetl szablon na nowej stronie | Legenda oznaczeń w tabelach wyników Wyświetl szablon na nowej stronie                                                                     |
| Oznaczenie                                                            | Wyjaśnienie |
| --------------------------------------------------------------------- | --- |
| Złoty                                                                 | Zwycięzca lub mistrzostwo |
| Srebrny                                                               | 2. miejsce lub wicemistrzostwo |
| Brązowy                                                               | 3. miejsce lub II wicemistrzostwo |
| Zielony                                                               | Ukończył, punktował (w klasyfikacji generalnej, gdy zdobył co najmniej jeden punkt na przestrzeni sezonu, poza trzema powyższymi opcjami) |
| Niebieski                                                             | Ukończył, nie punktował (w klasyfikacji generalnej, gdy nie zdobył co najmniej jednego punktu na przestrzeni sezonu)                      |
| Czerwony                                                              | Nie zakwalifikował się (NZ) |
| Czerwony                                                              | Nie prekwalifikował się (NPK) |
| Różowy                                                                | Nie ukończył (NU) |
| Różowy                                                                | Niesklasyfikowany (NS) (w klasyfikacji generalnej, gdy nie został sklasyfikowany w żadnym wyścigu sezonu)                                 |
| Czarny                                                                | Zdyskwalifikowany (DK) |
| Czarny                                                                | Wykluczony (WYK/EX) |
| Biały                                                                 | Nie wystartował (NW) |
| Biały                                                                 | Kontuzjowany (K/INJ) |
| Biały                                                                 | Wyścig odwołany (OD/C) |
| Bez koloru                                                            | Został wycofany (WYC/WD) |
| Bez koloru                                                            | Nie przybył (NP/DNA) |
| Bez koloru                                                            | Nie brał udziału w treningach (NT/DNP) |
| Bez koloru                                                            | Nie został zgłoszony (–) |
| Pogrubienie                                                           | Start z pole position |
| Kursywa                                                               | Najszybsze okrążenie wyścigu |
| †                                                                     | Nie ukończył, ale jego rezultat został zaliczony ze względu na przejechanie więcej niż 90% dystansu wyścigu.                              |
| *                                                                     | Sezon w trakcie |
| 1/2/3                                                                 | Punktowana pozycja w sprincie kwalifikacyjnym                                                                                             |
| Lista systemów punktacji Formuły 1                                    | |

| Rok  | Zespół                      | Wyniki w poszczególnych eliminacjach | Wyniki w poszczególnych eliminacjach | Wyniki w poszczególnych eliminacjach | Wyniki w poszczególnych eliminacjach | Wyniki w poszczególnych eliminacjach | Wyniki w poszczególnych eliminacjach | Wyniki w poszczególnych eliminacjach | Wyniki w poszczególnych eliminacjach | Wyniki w poszczególnych eliminacjach | Wyniki w poszczególnych eliminacjach | Wyniki w poszczególnych eliminacjach | Wyniki w poszczególnych eliminacjach | Wyniki w poszczególnych eliminacjach | Wyniki w poszczególnych eliminacjach | Wyniki w poszczególnych eliminacjach | Wyniki w poszczególnych eliminacjach | Wyniki w poszczególnych eliminacjach | Wyniki w poszczególnych eliminacjach | Wyniki w poszczególnych eliminacjach | Wyniki w poszczególnych eliminacjach | Wyniki w poszczególnych eliminacjach | Wyniki w poszczególnych eliminacjach | Wyniki w poszczególnych eliminacjach | Wyniki w poszczególnych eliminacjach | Wyniki w poszczególnych eliminacjach | Wyniki w poszczególnych eliminacjach | Wyniki w poszczególnych eliminacjach | Wyniki w poszczególnych eliminacjach | Wyniki w poszczególnych eliminacjach | Wyniki w poszczególnych eliminacjach | Punkty | Pozycja |
| ---- | --------------------------- | ------------------------------------ | ------------------------------------ | ------------------------------------ | ------------------------------------ | ------------------------------------ | ------------------------------------ | ------------------------------------ | ------------------------------------ | ------------------------------------ | ------------------------------------ | ------------------------------------ | ------------------------------------ | ------------------------------------ | ------------------------------------ | ------------------------------------ | ------------------------------------ | ------------------------------------ | ------------------------------------ | ------------------------------------ | ------------------------------------ | ------------------------------------ | ------------------------------------ | ------------------------------------ | ------------------------------------ | ------------------------------------ | ------------------------------------ | ------------------------------------ | ------------------------------------ | ------------------------------------ | ------------------------------------ | ------ | ------- |
| 2016 | kfzteile24 Mücke Motorsport | LEC                                  | LEC                                  | LEC                                  | HUN                                  | HUN                                  | HUN                                  | PAU                                  | PAU                                  | PAU                                  | RBR                                  | RBR                                  | RBR                                  | NOR                                  | NOR                                  | NOR                                  | ZAN                                  | ZAN                                  | ZAN                                  | SPA                                  | SPA                                  | SPA                                  | NÜR                                  | NÜR                                  | NÜR                                  | IMO                                  | IMO                                  | IMO                                  | HOC                                  | HOC                                  | HOC                                  | 67     | 15      |
| 2016 | kfzteile24 Mücke Motorsport | –                                    | –                                    | –                                    | –                                    | –                                    | –                                    | 17                                   | NU                                   | NU                                   | 7                                    | 7                                    | 12                                   | 10                                   | 13                                   | NU                                   | 10                                   | 7                                    | 3                                    | 7                                    | 16                                   | 10                                   | 13                                   | 6                                    | 13                                   | NU                                   | NU                                   | 5                                    | 12                                   | 3                                    | 18                                   | 67     | 15      |
| 2017 | Van Amersfoort Racing       | SIL                                  | SIL                                  | SIL                                  | MNZ                                  | MNZ                                  | MNZ                                  | PAU                                  | PAU                                  | PAU                                  | HUN                                  | HUN                                  | HUN                                  | NOR                                  | NOR                                  | NOR                                  | SPA                                  | SPA                                  | SPA                                  | ZAN                                  | ZAN                                  | ZAN                                  | NÜR                                  | NÜR                                  | NÜR                                  | RBR                                  | RBR                                  | RBR                                  | HOC                                  | HOC                                  | HOC                                  | 45     | 16      |
| 2017 | Van Amersfoort Racing       | 14                                   | 17                                   | 14                                   | NU                                   | 15                                   | 14                                   | 11                                   | 14                                   | NU                                   | –                                    | –                                    | –                                    | –                                    | –                                    | –                                    | –                                    | –                                    | –                                    | –                                    | –                                    | –                                    | –                                    | –                                    | –                                    | –                                    | –                                    | –                                    | –                                    | –                                    | –                                    | 45     | 16      |
| 2017 | Motopark                    | –                                    | –                                    | –                                    | –                                    | –                                    | –                                    | –                                    | –                                    | –                                    | 11                                   | 5                                    | 5                                    | 12                                   | 11                                   | 6                                    | NU                                   | 15                                   | 16                                   | NU                                   | 5                                    | 13                                   | NU                                   | 16                                   | 15                                   | 8                                    | 11                                   | 9                                    | 17                                   | 13                                   | 10                                   | 45     | 16      |

### Seria GP3
| Rok  | Zespół            | Wyniki w poszczególnych eliminacjach | Wyniki w poszczególnych eliminacjach | Wyniki w poszczególnych eliminacjach | Wyniki w poszczególnych eliminacjach | Wyniki w poszczególnych eliminacjach | Wyniki w poszczególnych eliminacjach | Wyniki w poszczególnych eliminacjach | Wyniki w poszczególnych eliminacjach | Wyniki w poszczególnych eliminacjach | Wyniki w poszczególnych eliminacjach | Wyniki w poszczególnych eliminacjach | Wyniki w poszczególnych eliminacjach | Wyniki w poszczególnych eliminacjach | Wyniki w poszczególnych eliminacjach | Wyniki w poszczególnych eliminacjach | Wyniki w poszczególnych eliminacjach | Wyniki w poszczególnych eliminacjach | Wyniki w poszczególnych eliminacjach | Punkty | Pozycja |
| ---- | ----------------- | ------------------------------------ | ------------------------------------ | ------------------------------------ | ------------------------------------ | ------------------------------------ | ------------------------------------ | ------------------------------------ | ------------------------------------ | ------------------------------------ | ------------------------------------ | ------------------------------------ | ------------------------------------ | ------------------------------------ | ------------------------------------ | ------------------------------------ | ------------------------------------ | ------------------------------------ | ------------------------------------ | ------ | ------- |
| 2018 | Jenzer Motorsport | CAT                                  | CAT                                  | LEC                                  | LEC                                  | RBR                                  | RBR                                  | SIL                                  | SIL                                  | HUN                                  | HUN                                  | SPA                                  | SPA                                  | MNZ                                  | MNZ                                  | SOC                                  | SOC                                  | YMC                                  | YMC                                  | 137    | 5       |
| 2018 | Jenzer Motorsport | 6                                    | 17                                   | 18                                   | 10                                   | 8                                    | NU                                   | 14                                   | NU                                   | –                                    | –                                    | –                                    | –                                    | –                                    | –                                    | –                                    | –                                    | –                                    | –                                    | 137    | 5       |
| 2018 | Trident           | –                                    | –                                    | –                                    | –                                    | –                                    | –                                    | –                                    | –                                    | 4                                    | 7                                    | 1                                    | NU                                   | 1                                    | 5                                    | 5                                    | 1                                    | 2                                    | NU                                   | 137    | 5       |

### Formuła 3
| Rok  | Zespół         | Wyniki w poszczególnych eliminacjach | Wyniki w poszczególnych eliminacjach | Wyniki w poszczególnych eliminacjach | Wyniki w poszczególnych eliminacjach | Wyniki w poszczególnych eliminacjach | Wyniki w poszczególnych eliminacjach | Wyniki w poszczególnych eliminacjach | Wyniki w poszczególnych eliminacjach | Wyniki w poszczególnych eliminacjach | Wyniki w poszczególnych eliminacjach | Wyniki w poszczególnych eliminacjach | Wyniki w poszczególnych eliminacjach | Wyniki w poszczególnych eliminacjach | Wyniki w poszczególnych eliminacjach | Wyniki w poszczególnych eliminacjach | Wyniki w poszczególnych eliminacjach | Wyniki w poszczególnych eliminacjach | Wyniki w poszczególnych eliminacjach | Punkty | Pozycja |
| ---- | -------------- | ------------------------------------ | ------------------------------------ | ------------------------------------ | ------------------------------------ | ------------------------------------ | ------------------------------------ | ------------------------------------ | ------------------------------------ | ------------------------------------ | ------------------------------------ | ------------------------------------ | ------------------------------------ | ------------------------------------ | ------------------------------------ | ------------------------------------ | ------------------------------------ | ------------------------------------ | ------------------------------------ | ------ | ------- |
| 2019 | ART Grand Prix | CAT                                  | CAT                                  | LEC                                  | LEC                                  | RBR                                  | RBR                                  | SIL                                  | SIL                                  | HUN                                  | HUN                                  | SPA                                  | SPA                                  | MNZ                                  | MNZ                                  | SOC                                  | SOC                                  |                                      |                                      | 20     | 14      |
| 2019 | ART Grand Prix | 4                                    | 7                                    | 10                                   | NU                                   | 15                                   | 10                                   | 11                                   | 6                                    | 28†                                  | 19                                   | 10                                   | 12                                   | NU                                   | 28†                                  | WD                                   | WD                                   |                                      |                                      | 20     | 14      |
| 2020 | Trident        | RBR                                  | RBR                                  | RBR                                  | RBR                                  | HUN                                  | HUN                                  | SIL                                  | SIL                                  | SIL                                  | SIL                                  | CAT                                  | CAT                                  | SPA                                  | SPA                                  | MNZ                                  | MNZ                                  | MUG                                  | MUG                                  | 139,5  | 6       |
| 2020 | Trident        | 7                                    | 4                                    | 3‡                                   | 3                                    | 10                                   | 1                                    | 9                                    | 1                                    | 5                                    | 4                                    | 5                                    | 9                                    | 3                                    | 9                                    | 4                                    | NU                                   | 8                                    | 2                                    | 139,5  | 6       |

‡ - Przyznano połowę punktów, gdyż zostało przejechane mniej niż 75% wyścigu.

### Formuła 2
| Rok  | Zespół                | Wyniki w poszczególnych eliminacjach | Wyniki w poszczególnych eliminacjach | Wyniki w poszczególnych eliminacjach | Wyniki w poszczególnych eliminacjach | Wyniki w poszczególnych eliminacjach | Wyniki w poszczególnych eliminacjach | Wyniki w poszczególnych eliminacjach | Wyniki w poszczególnych eliminacjach | Wyniki w poszczególnych eliminacjach | Wyniki w poszczególnych eliminacjach | Wyniki w poszczególnych eliminacjach | Wyniki w poszczególnych eliminacjach | Wyniki w poszczególnych eliminacjach | Wyniki w poszczególnych eliminacjach | Wyniki w poszczególnych eliminacjach | Wyniki w poszczególnych eliminacjach | Wyniki w poszczególnych eliminacjach | Wyniki w poszczególnych eliminacjach | Wyniki w poszczególnych eliminacjach | Wyniki w poszczególnych eliminacjach | Wyniki w poszczególnych eliminacjach | Wyniki w poszczególnych eliminacjach | Wyniki w poszczególnych eliminacjach | Wyniki w poszczególnych eliminacjach | Punkty | Pozycja |
| ---- | --------------------- | ------------------------------------ | ------------------------------------ | ------------------------------------ | ------------------------------------ | ------------------------------------ | ------------------------------------ | ------------------------------------ | ------------------------------------ | ------------------------------------ | ------------------------------------ | ------------------------------------ | ------------------------------------ | ------------------------------------ | ------------------------------------ | ------------------------------------ | ------------------------------------ | ------------------------------------ | ------------------------------------ | ------------------------------------ | ------------------------------------ | ------------------------------------ | ------------------------------------ | ------------------------------------ | ------------------------------------ | ------ | ------- |
| 2021 | Charouz Racing System | BHR                                  | BHR                                  | BHR                                  | MON                                  | MON                                  | MON                                  | BAK                                  | BAK                                  | BAK                                  | SIL                                  | SIL                                  | SIL                                  | MNZ                                  | MNZ                                  | MNZ                                  | SOC                                  | SOC                                  | SOC                                  | JED                                  | JED                                  | JED                                  | YAS                                  | YAS                                  | YAS                                  | 32     | 15      |
| 2021 | Charouz Racing System | 3                                    | 7                                    | 11                                   | 12                                   | NU                                   | 13                                   | 9                                    | 2                                    | 12                                   | 13                                   | 8                                    | 15                                   | –                                    | –                                    | –                                    | –                                    | –                                    | –                                    | –                                    | –                                    | –                                    | –                                    | –                                    | –                                    | 32     | 15      |
| 2021 | Campos Racing         | –                                    | –                                    | –                                    | –                                    | –                                    | –                                    | –                                    | –                                    | –                                    | –                                    | –                                    | –                                    | 10                                   | 5                                    | 16†                                  | 15                                   | OD                                   | 10                                   | –                                    | –                                    | –                                    | –                                    | –                                    | –                                    | 32     | 15      |